# Hermann Wilhelm Thywissen
Hermann Wilhelm Thywissen (* 10. April 1917 in Düsseldorf; † 18. August 2008 in Neuss) war ein deutscher Jurist, Unternehmer und Kommunalpolitiker (CDU).

## Leben
Nach dem Besuch der Neusser Münsterschule und des Quirinus-Gymnasiums Neuss studierte Thywissen Rechtswissenschaften an der Albert-Ludwigs-Universität Freiburg, der Albertus-Universität Königsberg und der Ludwig-Maximilians-Universität München. Neben seiner Tätigkeit als Rechtsanwalt war er für die 1839 gegründete Ölmühle C. Thywissen tätig, deren persönlich haftender Gesellschafter und Geschäftsführer er 1953 wurde. Er war von 1946 bis 1994 Aufsichtsratsvorsitzender der Rheinland Versicherung und hatte wesentlichen Anteil am Wiederaufbau nach dem Zweiten Weltkrieg. 
Thywissen war 1945 Mitbegründer der Neusser CDU. Ab 1956 war er Bürgerschaftsvertreter im Schul- und Kulturausschuss und ab 1961 Stadtverordneter im Rat der Stadt. Er war in Nachfolge von Herbert Karrenberg von 1982 bis 1984 Oberbürgermeister und nach der Verwaltungsreform von 1984 bis 1987 Bürgermeister der Stadt Neuss.
Er engagierte sich vielfach ehrenamtlich in der Stadt Neuss, insbesondere nach dem Zweiten Weltkrieg. Thywissen war unter anderem über 33 Jahre Präsident des Neusser Bürger-Schützenvereins (1961–1992) und der Bürgergesellschaft zu Neuss (1949–1999). Neben anderen Engagements war er auch Kuratoriumsmitglied der Schule Marienberg sowie ab 1982 Mitglied des Aufsichtsrats des Neusser Zeitungsverlags. Zudem war er Beirat der Commerzbank AG für Nordrhein-Westfalen und Vorstandsmitglied der Bundesvereinigung der Deutschen Ernährungsindustrie.
Zur 2000-Jahr-Feier der Stadt Neuss im Jahr 1984 stiftete er zusammen mit seiner Frau die Neusser Bürgermeisterkette, sie zeigt neben dem Stadtwappen sieben historische Münzen und Emaillen der Neusser Stadttore.
Thywissen war seit 1948 Mitglied der katholischen Studentenverbindung KDStV Staufia Bonn im CV.
Seit 2011 vergibt der Rhein-Kreis Neuss den bundesweit ausgelobten Journalistenpreis Pro Ehrenamt – Hermann Wilhelm Thywissen-Preis in Erinnerung an die Verdienste Thywissens in seinem ehrenamtlichen Engagement. Ausgezeichnet werden besondere journalistische Leistungen, die sich mit dem Thema Ehrenamt in der Gesellschaft auseinandersetzen, der Preis ist mit insgesamt 20.000 Euro dotiert.
Anlässlich seines 100. Geburtstags schenkten die Bürgergesellschaft zu Neuss und der Neusser Bürger-Schützen-Verein im April 2017 der Stadt Neuss eine Porträtbüste Thywissens, die unterhalb des Zeughauses aufgestellt wurde.

## Ehrungen und Auszeichnungen
- 1982: Verdienstkreuz 1. Klasse des Verdienstordens der Bundesrepublik Deutschland
- 1994: Ehrenpräsident des Neusser Bürger-Schützenvereins
- 1995: Ehrenbürgerwürde der Stadt Neuss
- 1995: Pater Scholae Marienbergensis h. c.
- Komturkreuz des Päpstlichen Gregoriusordens
- 2001: Großes Verdienstkreuz des Verdienstordens der Bundesrepublik Deutschland